# Ѿ
Ѿ, ѿ или От е знак от старобългарската и църковнославянската азбука, намиращ се между буквите Х и Ц. Знакът е лигатура от буквите Ѡ и Т. Използвана е за изписване на предлога от (отъ) и представката от- (отъ-). Буквата сама по себе си няма числова стойност, но понякога се употребява за изписването на числото 800 вместо Ѡ҃. 